# Невель II
Невель-II — узловая железнодорожная станция в городе Невель Псковской области, одна из двух станций в городе. Станция расположена в центре Невеля, между улицей Ломоносова и Красноармейской улицей.

## История
Промежуточная станция Невель была открыта в 1904 году в составе рамках продления обществом Московско-Виндаво-Рыбинской железной дороги линии Дно — Новосокольники до Витебска. В это же время линия была продлена до Санкт-Петербурга с приобретением и переустройством Царскосельской железной дороги, так что станция Невель оказалась на 436 версте от Санкт-Петербурга и на 96 версте от Витебска. В 1906 году к станции подошла Бологое-Полоцкая железная дорога с устройством в январе 1907 года отдельного парка, станция стала узловой.

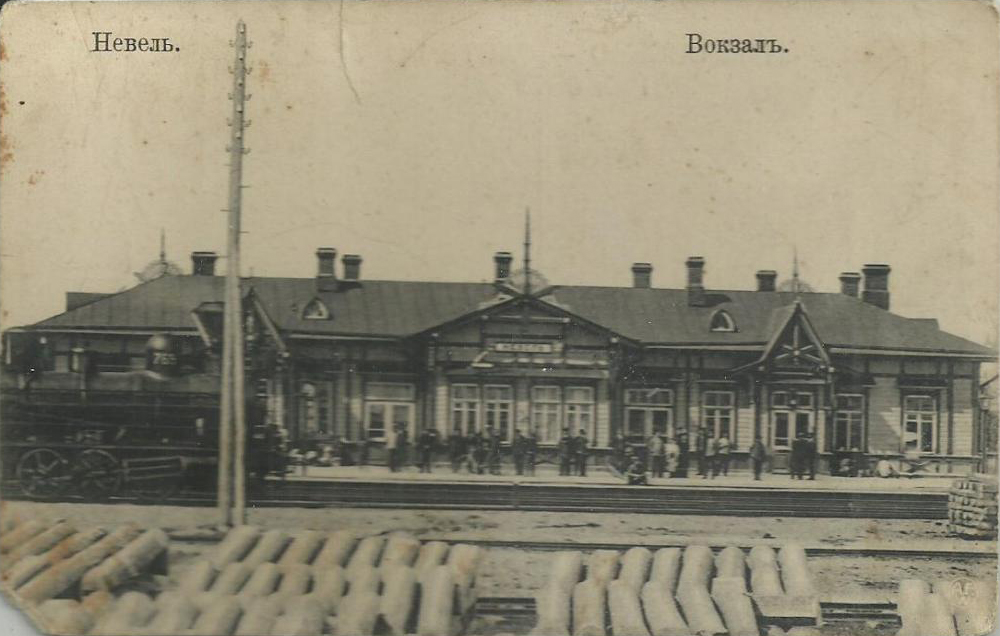
Деревянный вокзал станции, 1904 год
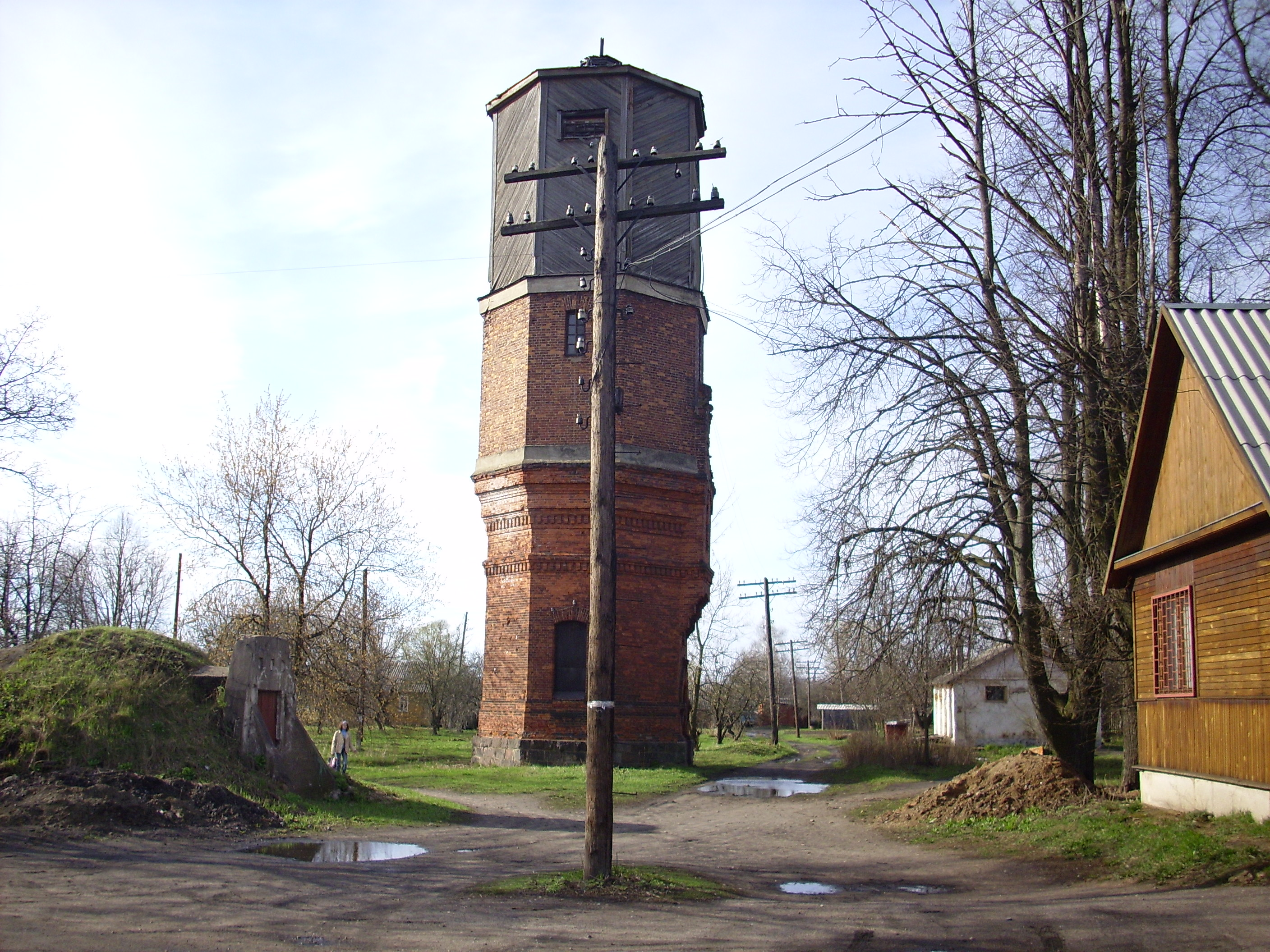
Водонапорная башня и ледник, 2016 год

В конце 1920-х годов станция была разделена — парк на Бологое-Полоцкой линии, находящийся на окраине города, стал станцией Невель I, на Ленинград-Витебской же, расположеный в центре города, стал станцией Невель II.
На 1981 год по станции выполнялись приём и выдача грузов повагонными отправками открытого хранения в местах общего пользования, повагонными отправками складского хранения, на подъездных путях и контейнерами массой 3—5 т, для чего на станции имелись подъёмные устройства грузоподъёмностью до 5 т. Производилась продажа билетов на поезда местного и дальнего следования с выполнением багажных операций.
В 1996—2000 годах станция значилась участковой 1 класса. На 2002 год станция имела 13 путей и 3 тупика.

## Описание
Станция Невель II расположена в городе Невель Псковской области и находится на 466 км линии Санкт-Петербург — Витебск Октябрьской железной дороги. У станции 14 путей и 2 низкие платформы, все прилегающие перегоны (на Горушки-Невельские, Невель I и Завережье) однопутные.